# Gibbera rosae
Gibbera rosae är en svampart som först beskrevs av De Not., och fick sitt nu gällande namn av E. Müll. & R. Menon 1955. Gibbera rosae ingår i släktet Gibbera och familjen Venturiaceae.   Inga underarter finns listade i Catalogue of Life.